# Nakajima Hikoki KK
Nakajima Hikoki KK (selskabet Nakajima Flyvemaskiner) var en japansk producent af flyvemaskiner og flymotorer.
Selskabet havde sin oprindelse i Nihon Hikoki Seisakusho KK (selskabet Verket for produktion af japanske flyvemaskiner) der blev stiftet den 6. december 1917 af Chikuhei Nakajima og Seibei Kawanishi. I december 1919 splittede de selskabet op. Seibei Kawanishi etablerede senere Kawanishi Kokuki Kogyo KK og Chikuhei Nakajima etablerede Nakajima Hikoki KK.
Nakajima voksede hurtigt til at blive en af de største producenter af flyvemaskiner i Japan. Mellem 1920 og 1939 producerede de ca. 6.000 flyvemaskiner, hovedsagelig militærfly til den japanske hærs og flådes flystyrker. Under 2. verdenskrig blev de den største producent af flyvemaskiner og flymotorer i Japan. I alt producerede de 29.760 flyvemaskiner i årene mellem 1940 og 1945, og havde fire anlæg til produktion af flyvemaskiner og fire anlæg til produktion af flymotorer.
Produktionen blev lukket, da Japan gik tabende ud af krigen, men de fleste af faciliteterne blev overtaget af Fuji Heavy Industries, der blev etableret i 1953, efter at produktionen af flyvemaskiner igen blev tilladt i Japan i 1952.
Blandt de vigtigste flytyper der blev produceret af Nakajima er blandt andet jagerne Ki-43 Hayabusa og Ki-84 Hayate, der blev produceret til den japanske hærs flystyrker, og torpedoflyene B5N og B6N Tenzan der blev produceret til den japanske flådes flystyrker.

## Flytyper produceret og udviklet af Nakajima (udvalg)
- A1N – jagerfly (licensproduceret version af Gloster Gambet)
- A2N – jagerfly
- A4N – jagerfly
- A6M2-N – jagerfly (søflyversion af Mitsubishi A6M)
- B5N – torpedofly
- B6N Tenzan – torpedofly
- C6N Saiun – rekognosceringsfly
- E8N – rekognosceringsfly
- J1N Gekko – jagerfly
- Ki-27 – jagerfly
- Ki-43 Hayabusa – jagerfly
- Ki-44 Shoki – jagerfly
- Ki-49 Donryu – bombefly
- Ki-84 Hayate – jagerfly
- type 91 – jagerfly